# Lumbrinerides hayashii
Lumbrinerides hayashii är en ringmaskart som beskrevs av Imajima 1985. Lumbrinerides hayashii ingår i släktet Lumbrinerides och familjen Lumbrineridae. Inga underarter finns listade i Catalogue of Life.